# Boulin
 Boulin  es una comuna y población de Francia, en la región de Occitania, departamento de Altos Pirineos, en el distrito de Tarbes y cantón de Pouyastruc.
Su población en el censo de 1999 era de 280 habitantes.
Está integrada en la Communauté de communes du Riou de Loulès, de la que es la mayor población.